# Nikolai Dmitrijewitsch Kaschirin

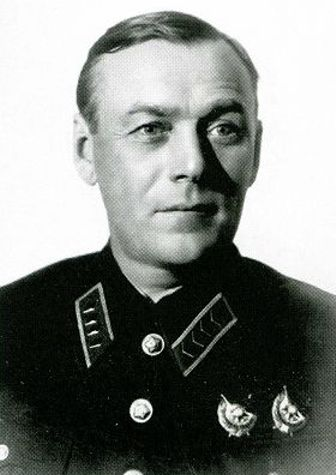
Armeebefehlshaber Nikolai Kaschirin

Nikolai Dmitrijewitsch Kaschirin (russisch Николай Дмитриевич Каширин; * 4. Februarjul. / 16. Februar 1888greg. in der Kosakensiedlung Werchneuralsk, Gouvernement Orenburg; † 14. Juni 1938 in Moskau) war ein sowjetischer Heerführer der Kavallerie und der Infanterie.

## Leben
Nikolai Kaschirin, in einer Lehrerfamilie geboren, war bis zu seinem Eintritt in die Kaiserlich Russische Armee im Jahr 1906 als Lehrer tätig. 1909 absolvierte er in Orenburg die Militärschule der Kosaken und diente im 5. Regiment der Orenburger Kosaken. 1912 wurde er wegen revolutionärer Propaganda aus dem Regiment entlassen.
Ab 1914 kämpfte Nikolai Kaschirin in der Kaiserlich Russischen Armee an der Ostfront des Ersten Weltkrieges – zunächst in der 1. Orenburger Kosakendivision. 1915 befehligte er eine Hundertschaft des 10. und dann die Aufklärungsabteilung des 9. Orenburger Kosakenregiments. Vor seiner schweren Verwundung 1916 wurde er sechsmal wegen Tapferkeit vor dem Feind ausgezeichnet. Nach seiner Genesung bildete er im Range eines Stabskapitäns Orenburger Kosaken aus.
1917 beteiligte sich Nikolai Kaschirin an den revolutionären Ereignissen. Im März wurde er zum Vorsitzenden des Soldatenrates in seinem Regiment gewählt. Nach der Oktoberrevolution gründete und leitete er die Orenburger Rote Garde, befehligte ab Anfang 1918 die Orenburger Roten Kosaken und trat der Kommunistischen Partei Russlands (Bolschewiki) bei. In der ersten Hälfte des Jahres 1918 bekämpfte Nikolai Kaschirin in seiner Heimat, also in der Gegend südlich des Urals, die Weißen; focht gegen General Dutow sowie gegen die Tschechoslowakischen Legionen. Im August schwer verwundet, wurde er zum Stellvertreter des Regimentskommandeurs Blücher ernannt. Im Spätsommer besiegten beide als Partisanen die Tschechoslowakischen Legionen und ließen sich alsbald in die Rote Armee eingliedern.
In der Roten Armee war Nikolai Kaschirin seit September 1918 Adjutant des Chefs der 4. Ural-Schützendivision, die später in die 30. Schützendivision umformiert wurde. Nach der Abberufung Blüchers übernahm Kaschirin das Kommando über diese Truppe im Kampf gegen Admiral Koltschak an der Ostfront. Ab August 1919 befehligte er den Orenburger Wehrkreis der Roten Armee und seit Oktober 1919 die 49. Division der Turkestanischen Front. Ab März 1920 war Nikolai Kaschirin Vorsitzender des Exekutivkomitees des Gouvernements Orenburg-Turgai. Im Oktober 1920 befehligte er das 3. Kavalleriekorps an der Südfront gegen General Wrangel – nahm Melitopol und Genitschesk sowie im Herbst Kertsch. 1921 kämpfte Nikolai Kaschirin gegen Nestor Machno.
1922–1923 befehligte er die 7. Kavalleriedivision der Roten Armee, ab 1923 das 14. Infanterie-Korps und das 1. Kosaken-Korps (Kavallerie). Seit 1925 war Nikolai Kaschirin stellvertretender Kommandant der Wehrbezirke Ural, Belarus, Moskau und Nordkaukasus. Letzteren kommandierte er vom Juni 1931 bis zum Juli 1937.
Seit 1934 war Nikolai Kaschirin Mitglied des Militärrates beim Volkskommissariat für Verteidigung der Sowjetunion.
Im Juni 1937 war er Beisitzer am Obersten Gericht der UdSSR, das die Angeklagten im Fall Tuchatschewski verurteilte.
Im Juli 1937 wurde Nikolai Kaschirin Leiter der Kampfausbildung der Roten Armee.
Am 19. August 1937 wurde Nikolai Kaschirin verhaftet, am 14. Juni 1938 vom Militärrat beim Obersten Gericht der UdSSR zum Tode verurteilt und am selben Tag erschossen.
Am 1. September 1956 – während Chruschtschows Tauwetter – wurde er vom gleichen Militärgericht postum rehabilitiert.
Seine beiden Brüder Iwan und Pjotr wurden beide 1937 und 1938 ebenfalls Opfer des Großen Terrors.

## Ehrungen
- Kaiserlich Russische Armee: Orden des Heiligen Wladimir, Russischer Orden der Heiligen Anna
- Rote Armee: 
  - am 14. Oktober 1919 und am 5. Februar 1921: Rotbannerorden
  - 25. November 1920: Revolutionäre Ehrenwaffe
- 1960: Denkmal in Werchneuralsk
- Das Dorf Oktjabrskoje im Oktjabrski rajon (Октябрьское (Октябрьский район)) hieß 1922–1938 Kaschirinsk (Каширинск).
- Das Dorf Kaschirino in der Oblast Kurgan ist nach Kaschirin benannt.
- Kaschirin-Straßen gibt es in Orenburg, Kungur, Tscheljabinsk, Kramatorsk und Sibai.

## Anmerkung
1. ↑  Der Roman Stadt der Angst von Anatoli Rybakow ist eine erzählerische Auseinandersetzung mit den Stalinschen Säuberungen. Der Autor schreibt am Ende des 46. Kapitels seines Romans, die Mitglieder des genannten Militärrates, unter ihnen Kaschirin, die über Tuchatschewski, Jakir, Uborewitsch, Primakow, Putna und Schmidt zu Gericht gesessen hatten, wurden – mit Ausnahme von Schaposchnikow und Budjonny – ebenfalls Opfer des Großen Terrors. (Rybakow, S. 477, 12. Z.v.o.)